# Zwangsverwalter
Ein Zwangsverwalter ist eine natürliche Person (keine juristische Person), die im Zuge der Anordnung eines Zwangsverwaltungsverfahrens (§§ 146 ff. ZVG) durch das Vollstreckungsgericht selbständig und wirtschaftlich nach pflichtgemäßem Ermessen ein Grundstück oder ein grundstücksgleiches Recht (mit dem Zweck der Objekterhaltung sowie der Einnahmeerzielung) bewirtschaftet. Die Rechtsstellung des Zwangsverwalters ist in § 1 der Zwangsverwalterverordnung (ZwVwV) legal definiert.
Als Zwangsverwalter ist demnach eine geschäftskundige natürliche Person zu bestellen, die nach Qualifikation und vorhandener Büroausstattung die Gewähr für die ordnungsgemäße Gestaltung und Durchführung der Zwangsverwaltung bietet. Der Zwangsverwalter ist an die vom Gericht erteilten Weisungen gebunden. An Weisungen des Gläubigers, der das Zwangsverwaltungsverfahren beantragt hat, ist der Verwalter jedoch nicht gebunden.
Der Verwalter erhält als Ausweis vom Gericht eine Bestallungsurkunde, aus der sich das Objekt der Zwangsverwaltung, der Name des Schuldners, das Datum der Anordnung sowie die Person des Verwalters ergeben (§ 2 ZwVwV).